# Architis colombo
Espèce
Architis colombo est une espèce d'araignées aranéomorphes de la famille des Pisauridae.

## Distribution
Cette espèce est endémique du Brésil. Elle se rencontre au Paraná et au Minas Gerais.

## Description
Le mâle holotype mesure 2,9 mm et la femelle paratype 3,1 mm.

## Étymologie
Son nom d'espèce lui a été donné en référence au lieu de sa découverte, Colombo.

## Publication originale
- Santos, 2007 : A revision of the Neotropical nursery-web spider genus Architis (Araneae: Pisauridae). Zootaxa, no 1578, p. 1-40.